# (2432) Soomana
(2432) Soomana est un astéroïde de la ceinture principale.

## Description
(2432) Soomana est un astéroïde de la ceinture principale. Il fut découvert le 30 mars 1981 à la station Anderson Mesa par Edward L. G. Bowell. Il présente une orbite caractérisée par un demi-grand axe de 2,35 UA, une excentricité de 0,11 et une inclinaison de 6,8° par rapport à l'écliptique.

## Compléments